# Jarrier
 Jarrier  es una población y comuna francesa, en la región de Ródano-Alpes, departamento de Saboya, en el distrito y cantón de Saint-Jean-de-Maurienne.

## Demografía
| 460 | 438 | 358 | 423 | 436 | 450 |
| Para los censos de 1962 a 1999 la población legal corresponde a la población sin duplicidades (Fuente: INSEE [Consultar]) |     |     |     |     |     |